# Faro Fowey Rocks
El Faro Fowey Rocks  es un faro histórico ubicado en Key Biscayne, Florida.  Faro Fowey Rocks se encuentra inscrito  en el Registro Nacional de Lugares Históricos desde el 26 de enero de 2011.

## Ubicación
El Faro Fowey Rocks se encuentra dentro del condado de Miami-Dade en las coordenadas 25°35′26″N 80°05′48″O / 25.590556, -80.096667.